# Procjena umjetnosti
Procjena umjetnina, poseban aspekt financijskog vrednovanja specifičan za umjetnost, jest proces procjene tržišne vrijednosti umjetničkih djela. Kao takav, više je financijske nego estetske prirode, no subjektivni pogledi na kulturnu vrijednost također igraju ulogu. Vrednovanje umjetnina uključuje usporedbu podataka iz različitih izvora poput kuća za dražbe umjetnina, privatnih i korporativnih kolekcionara, kustosa, aktivnosti trgovaca umjetninama, galerista (vlasnika galerija), iskusnih konzultanata i specijaliziranih analitičara tržišta kako bi se došlo do vrijednosti. Procjena vrijednosti umjetnina ne provodi se samo u svrhu prikupljanja, ulaganja, prodaje i financiranja, već i kao dio procjene imovine, za dobrotvorne priloge, porezno planiranje, osiguranje i svrhe osiguranja zajma. Ovaj članak bavi se vrednovanjem djela likovne umjetnosti, posebno suvremene umjetnosti, na vrhu međunarodnog tržišta, no slična načela vrijede i za vrednovanje manje vrijednih umjetnina i antikviteta.

## Povijesno vrednovanje i suvremena umjetnost
Izvor umjetničke karizme djela dugo je predmet rasprave među umjetnicima koji ih stvaraju i pokroviteljima koji ih omogućuju. No, povijesno gledano, karizmatična moć umjetničkih djela na one koji ih posjeduju često je bila prvobitni pokretač njihove vrijednosti. ITijekom 1960-ih, ta karizmatična moć počela se prilagođavati komercijaliziranoj kulturi i novoj industriji umjetnosti. Estetska vrijednost je također izgubila svoj prvotni status istaknutosti i postala je ravnopravna s pop-artom, promišljanjem Andyja Warhola o poslovnoj umjetnosti, gdje se priznaje da je umjetnost postala poslovanje i da je zarađivanje novca u svijetu umjetnosti postalo vještina. Jedan od mnogih umjetnika koji su slijedili Warhola bio je Jeff Koons, bivši broker koji je postao umjetnik, posuđujući motive iz popularne kulture i zarađujući milijune.
Za kolekcionare, emocionalna veza koju osjećaju prema djelu ili zbirci stvara subjektivnu osobnu vrijednost. Težina koju takav kolekcionar pridaje toj subjektivnoj mjeri kao dijelu ukupne financijske vrijednosti djela može biti veća nego kod umjetničkog spekulanta koji ne dijeli emocionalno ulaganje kolekcionara. Međutim, neekonomske mjere vrijednosti kao što su "Sviđa li mi se?" ili "Dira li me?" (u kontekstu umjetničkog djela koje izaziva emocionalnu reakciju kod osobe) i dalje imaju ekonomski utjecaj jer takve mjere mogu biti odlučujući faktori pri kupnji.
Nasuprot tome, Američko udruženje trgovaca umjetninama (Art Dealers Association of America - ADAA) sugerira da su ključna pitanja autentičnost, kvaliteta, rijetkost, stanje, podrijetlo i vrijednost.

## Vrednovanje umjetnosti
Aktivnost vrednovanja umjetnina usmjerena je na procjenu tržišne potražnje, procjenu likvidnosti djela, radova i umjetnika, stanje i porijeklo djela, te trendove vrednovanja kao što su prosječna cijena prodaje i prosječne procjene. Kao i kod drugih tržišta, tržište umjetnina koristi svoje specifične stručne izraze ili vokabular, na primjer, "kupljeno", što opisuje nepovoljnu situaciju kada djelo ili lot na dražbi bude vraćeno vlasniku jer nije prodano, povučeno ili na neki drugi način ostalo neprodano. Vrednovanje umjetnina također postaje nužno kada se umjetničko djelo koristi kao kolateral. Tržište posudbe umjetnina proširilo se na procijenjenih 15 do 19 milijardi dolara zajmova u SAD-u. Pomak prema azijskom interesu za ulaganje u zapadnu umjetnost omogućio je tvrtkama koje se bave posudbom umjetnina otvaranje ureda u Aziji, budući da se zapadna umjetnost često lakše koristi kao kolateral.

### Tržišna potražnja
Kao što je slučaj s tržištem nekretnina, "usporedivi artikli" koriste se kako bi se odredila razina potražnje sličnih predmeta na trenutnom tržištu. Aktualnost tih usporedbi igra ključnu ulogu jer je tržište umjetnina dinamično, a zastarjele usporedbe rezultiraju procjenama koje mogu imati malo veze s trenutnom vrijednošću djela. Također, tema i tehnika djela, kao i njegova rijetkost, također utječu na potražnju na tržištu.

### Likvidnost
Na tržištu umjetnina, likvidnost znači da postoje umjetnička djela koja su izrazito tražena i da se ta djela mogu prodavati bez poteškoća. Tijekom ekonomske recesije, prodaja umjetnina usporava, što rezultira smanjenom likvidnošću tržišta. Rizik likvidnosti veći je u umjetničkim investicijama u usporedbi s drugim financijskim sredstvima jer postoji ograničen broj potencijalnih kupaca, a kada umjetnine ne postignu minimalnu prodajnu cijenu i ne budu prodane, to utječe na cijene na dražbama. U slučaju bračne podjele para koji je želio podijeliti kolekciju umjetnina vrijednu 102 milijuna dolara, par je zaključio da bi prodaja cijele kolekcije i podjela profita na tržištu zasićenom ponudom smanjila cijene. The Seattle Times opisao je taj slučaj kao proučavanje načina na koji ljudi procjenjuju vrijednost umjetnosti i što im više znači - pragmatizam ili emocionalna veza. Novine su izvijestile da je jedan od sudionika u sporu imao sentimentalniji pogled na vrijednost umjetnina, dok je drugi pristupao poslovno, tražeći ravnotežu i diverzifikaciju. Na kraju su zaključili da, prema toj formuli, s obzirom na sudionike, slika Johna Singera Sargenta "Dans les Oliviers à Capri" imala je vrijednost od 26.666,67 dolara po četvornom inču. Na temelju tog izračuna, odredile su cijenu po četvornom inču koju bi primijenile na površinu zida koju je poslovni sudionik želio prekriti dostupnom umjetnošću. The Seattle Times je na kraju zaključio da primjenom te formule, slika "Dans les Oliviers à Capri" Johna Singera Sargenta imala vrijednost od 26.666,67 dolara po kvadratnom inču. Sentimentalni sudionik dobio je procijenjenu vrijednost od 3.082 dolara po kvadratnom inču, dok je poslovni sudionik dobio 1.942 dolara po kvadratnom inču, ali je mogao prekriti veći dio zidnog prostora.

### Trendovi vrednovanja
Usporedba trendova vrijednosti iz vodećih svjetskih aukcijskih kuća ključna je za analizu smjera tržišta i utjecaja tog smjera na određene umjetnike i njihova djela. Procjene umjetnina koje dolaze iz najprestižnijih aukcijskih kuća obično nose veći autoritet od procjena manje poznatih kuća, jer većina vodećih kuća ima stoljetno iskustvo na tom području.
Dugoročni ekonomski trendovi mogu značajno utjecati na vrednovanje različitih vrsta umjetnosti. U posljednjim desetljećima, vrijednosti povijesne ruske i kineske umjetnosti značajno su porasle zbog rasta bogatstva u tim zemljama, stvarajući nove i izuzetno imućne kolekcionare. Ranije su vrijednosti orijentalističke i islamske umjetnosti bile potaknute naftnim bogatstvom u arapskom svijetu. Ova promjena u ekonomskim trendovima stvorila je povoljan okoliš za nove kolekcionare da ulože u umjetnost.

### Aktivnost sudionika
U određivanju primarne tržišne cijene djela živućeg umjetnika, važan čimbenik je ugovor trgovca s umjetnikom. Kako bi podržali uspjeh svojih umjetnika, mnogi trgovci pristaju kupovati radove iz vlastite kolekcije umjetnika na aukcijama. Ovaj pristup ima cilj spriječiti pad cijena, održati stabilnost cijena i povećati percipiranu vrijednost djela, možda čak i ostvariti sve tri navedene svrhe. Stoga, trgovci koji sudjeluju u licitacijama za vlastite umjetnike direktno utječu na prodajnu cijenu njihovih djela i, time, na ukupno vrednovanje tih umjetničkih radova.

### Podaci istraživanja
Istraživački podaci dostupni od aukcijskih kuća umjetnina, poput Christie's, Sotheby's, Phillips, Bonhams i Lyon & Turnbull, fokusiraju se na praćenje tržišnih trendova, uključujući godišnje transakcije lotova, statistiku neriješenih ponuda, obujam prodaje, razine cijena i pre-aukcijske procjene. Osim toga, postoje tvrtke poput ArtTactic koje koriste podatke s aukcija kao pružatelje analiza tržišta umjetninama.Informacije dostupne iz internetskih baza podataka o povijesti prodaje umjetnina obično ne sadrže informacije o stanju djela, što je vrlo važan faktor. Stoga cijene navedene u tim bazama odražavaju aukcijske cijene bez drugih ključnih čimbenika vrednovanja. Osim toga, baze podataka aukcija ne obuhvaćaju privatne prodaje umjetničkih djela, stoga je njihova upotreba za vrednovanje umjetnosti samo jedan od mnogih izvora potrebnih za određivanje vrijednosti.

### Opći faktori vrednovanja
Procjene vrijednosti koje pružaju aukcijske kuće obično su izražene u rasponu cijena kako bi se smanjio rizik od netočnih procjena. Općenito, procjene se temelje na promatranju nedavnih prodajnih cijena sličnih umjetničkih djela, pri čemu se procjene daju u rasponu cijena umjesto jednog fiksnog iznosa. Posebno u slučaju suvremene umjetnosti, kada postoji malo usporedivih radova ili kada umjetnik nije dobro poznat i nema povijest aukcija, rizici od netočne procjene su najveći.
Razlozi prodaje određenog umjetničkog djela od strane prodavatelja i/ili motivi kupca za kupnju mogu predstavljati jedan potencijalni čimbenik u vrednovanju, a koji međusobno ne moraju imati veze. Na primjer, prodavatelj može biti motiviran financijskim potrebama, dosadom određenog umjetničkog djela ili željom za prikupljanjem sredstava za drugu kupnju. Uobičajene motivacije uključuju: smrt, dug i razvod. Kupci se mogu motivirati tržišnim uzbuđenjem, možda djelujući u skladu s planom kolekcioniranja ili kupovati poput dioničkih ulagača kako bi utjecali na vrijednost, bilo za sebe ili za drugu osobu.
Metoda za određivanje cijene radova novih umjetnika nesigurne vrijednosti uključuje zanemarivanje estetike i razmatranje, osim tržišnih trendova, tri polukomodificirana aspekta: "razmjer" - veličina i razina detalja, "intenzitet" - trud i "mediji" - kvaliteta materijala.
Vrednovanje umjetnina na takvom specijaliziranom tržištu stoga uzima u obzir raznovrsne faktore, neki od kojih su zaista u sukobu jedni s drugima.

## Procjena za porezne i druge zakonske svrhe
U Sjedinjenim Američkim Državama, umjetnine koje kupuju i prodaju kolekcionari smatraju se kapitalnom imovinom u porezne svrhen, a sporovi koji se odnose na vrednovanje umjetnina ili prirodu dobiti prilikom njihove prodaje obično se rješavaju pred saveznim poreznim sudom, a ponekad i pred drugim sudovima koji primjenjuju savezne porezne zakone na određene slučajeve.

### Važni slučajevi u SAD-u
- Crispo Gallery protiv Povjerenika (potreba da se predoče vjerodostojni dokumentarni dokazi o procjeni jer porezni obveznik ima krajnji teret uvjeravanja ),
- Angell protiv Povjerenika ( prijevara nametnuta Poreznoj upravi putem prenapuhanih procjena),
- Drummond protiv povjerenika (ne može potraživati dobit od prodaje umjetnina kao prihod od poslovanja osim ako stvarno nije u poslu),
- Estate of Querbach protiv A & B Appraisal Serv. (odgovornost procjenitelja za pogrešnu identifikaciju slike),
- Ostavština Roberta Sculla protiv povjerenika (prethodne prodaje iste nekretnine bez naknadnih događaja koji utječu na vrijednost općenito su jaki pokazatelji fer tržišne vrijednosti ),
- Nataros protiv galerije likovnih umjetnosti iz Scottsdalea (u nedostatku prijevare ili lažnog predstavljanja iz nemara, kupci koji vjeruju da su preplatili na dražbi zbog lošeg savjeta snose težak teret dokazivanja ),
- Williford protiv povjerenika (test 'Willifordovih faktora': osam čimbenika koji određuju drži li se imovina za ulaganje ili za prodaju).